# Mirta Diaz-Balart
Mirta Francisca de la Caridad Díaz-Balart y Gutiérrez (sinh năm 1928 và qua đời ngày 6 tháng 7 năm 2024) là người vợ đầu tiên của lãnh đạo Cuba Fidel Castro. Bà là con gái của Rafael José Díaz-Balart, chính trị gia xuất chúng của Cuba và là thị trưởng của Banes và América Gutiérrez. Khi Castro cưới bà làm vợ, bà là sinh viên tại trường Đại học Havana học ngành triết học.

## Tiểu sử
Castro và Diaz-Balart cưới nhau vào ngày 11 tháng 10 năm 1948 và có tuần trăng mật tại New York City và ly hôn 7 năm sau đó khi Castro bị đi đày vào năm 1955. Họ có một người con trai tên là Fidel Castro Díaz-Balart. Sau khi ly hôn Castro được cho là không quan tâm đến con trai của mình. Thay vào đó, đứa con trai đó bị cha mình ghẻ lạnh cho đến khi ông sống cùng cha sau một chuyến thăm đến Mexico, trước khi cha ông trở lại Cuba để dẫn dắt cuộc Cách mạng Cuba.
Vào năm 1956, bà Díaz-Balart đã tái hôn với Emilio Núñez Blanco con trai của cựu đại sứ Cuba tại Liên Hợp Quốc Emilio Núñez Portuondo. Cặp vợ chồng này sống cùng với những đứa con của mình tại một bãi biển nghỉ dưỡng Tarará của thủ đô Havana.
Bà Díaz-Balart đã sống ở Madrid, Tây Ban Nha với gia đình của mình sau năm 1959. Bà bị cách chức khỏi công ty của con trai bà khi con trai bà học tại Cuba và Liên Xô. Miami Herald đã tuyên bố vào năm 2000 rằng bà vẫn sống tại Tây Ban Nha, và những chuyến thăm khi có dịp đến Cuba đã được sắp xếp bởi Raúl Castro, người em chồng cũ của bà. Vào năm 2018, khi con trai bà Fidelito tự tử, bà đã được ghi nhận là sống lại ở Cuba khi đã 90 tuổi.
Díaz-Balart là bác gái của Dân biểu Hạ viện Hoa Kỳ chống lại Castro Mario Diaz-Balart (hạt dân biểu thứ 25 của Florida) và người anh trai, cựu dân biểu Hoa Kỳ Lincoln Diaz-Balart, cũng như người dẫn chương trình truyền hình Jose Diaz-Balart. Bà là người chị em gái của họa sĩ Waldo Diaz-Balart và Rafael Diaz-Balart.